# کلمنت گرینبرگ
کلمنت گرینبرگ (به انگلیسی: Clement Greenberg)، نقاد هنری بسیار تأثیرگذار قرن بیستم است.

شهرت او بیش از همه به دلیل دفاعش از مکتب «آبستره اکسپرسیونیسم» است. او در نوشته‌ «آوانگارد و کیتچ» متاثر از مارکسیست می گوید هنر آوانگارد حقیقی محصول انقلال روشنگری اندیشه انتقادی است و به این ترتیب مقاومت در برابر تنزل فرهنگ هم در کاپیتالیست جریان اصلی و هم جامعه کمونیستی است.
گرینبرگ هنر آوانگارد را به عنوان بخشی از حرکت نقد فرهنگی می‌داند که از دل طبقه بورژوا پس از انقلاب فرانسه بیرون آمد. اما به جای آنکه به نقد مضامینی جز خود بپردازد، به مرور شروع به نقد خویشتن و تمرکز بر روی خود کرد. در نتیجه نقاشی بیشتر دائماً در مورد نفس نقاشی شد: نقاشی یا فقط دربارهٔ خودش بود یا دربارهٔ هیچ چیز نبود. و این اتقاقی است که در مورد سایر هنرها هم افتاد. و این امر سبب شد که هنری که آغاز راهش نقد فرهنگ جامعه بود، در جامعه هیچ خواستاری نداشته باشد ومتقابلا هنری که کلیشه و برای عام است، نه فرهنگی باشد و نه پیشرو.

## دیدگاه
از دید گرینبرگ هنر کلیشه، هنریست که سنخیتی با «هنر نوابغ» ندارد. او دلیل محبوبیت آن در بین عوام را راحتی انتقال دادن مفاهیمی بیرون از هنر- مفاهیمی که در زیر عنوان هنر برای هنر جای نمی‌گیرند- می‌داند. به عنوان مثال یک فرشته در یک اثر مفاهیم خوشایندی چون همدردی، باور آسوده خاطرکننده به ماوراءالطبیعه، و زیبایی رمانتیک گونه را به ذهن بیننده می‌آورد. و مشخصا این مفاهیم به حوصله سربری یک نقاشی یا مجسمه آوانگارد نیست. و در نتیجه کدام فرد از عامه حاضراست که از دیدن مجسمه‌های فرشته صرف نظر کند؟
به همان اندازه که هنر آوانگارد از مضمون گرایی دور می‌شد، به همان اندازه توجهش به فرم بیشتر گردید. بیشتر درونی و خالص شد. به عبارتی بیشتر شبیه موسیقی شد.